# Breece D'J Pancake
Breece Dexter John Pancake (South Charleston, 29 giugno 1952 – Charlottesville, 8 aprile 1979) è stato uno scrittore statunitense.
La sua promettente carriera è stata stroncata da un apparente suicidio. La maggior parte dei suoi racconti è ambientata in atmosfere rurali della Virginia Occidentale e ruota attorno a personaggi e ambientazioni naturali che rimandano al suo passato.

## Biografia
Pancake, nato a South Charleston è vissuto a Milton, nella Virginia Occidentale, fu il più piccolo dei figli di Clarence Pancake detto "Wicker" e Helen Frazier. Frequentò prima il West Virginia Wesleyan College di Buckhannon, per trasferirsi poi alla Marshall University di Huntington dove ottenne il bachelor's degree in letteratura inglese nel 1974. Dopo la laurea frequentò un corso di scrittura creativa dell'Università della Virginia, tenuto da John Casey e James Alan McPherson. Lavorò contemporaneamente anche come insegnante di inglese in due accademie militari della Virginia, Fork Union e Staunton.
Durante la permanenza all'Università della Virginia, si distinse per il suo atteggiamento meno "raffinato" dei suoi colleghi. 
Era un uomo poco sedentario, che amava cacciare, campeggiare e andare a pesca. Fu un fan devoto del musicista folk Phil Ochs, che aveva frequentato l'Accademia Militare di Staunton, dove Pancake avrebbe insegnato in seguito. 
L'insolito secondo nome D'J prese origine da un errore di stampa sulla rivista The Atlantic Monthly (D'J stava appunto per Dexter John) per l'uscita del suo primo racconto, Trilobiti, pubblicato nel 1977. Pancake decise di non correggere questo errore. In effetti Dexter era propriamente il secondo nome datogli dai genitori alla nascita, mentre John fu adottato dallo stesso Pancake appena ventenne, in occasione della conversione al Cattolicesimo.
Pancake morì a Charlottesville, Virginia, per una ferita da arma da fuoco che egli stesso si inflisse. La sua morte fu ufficialmente classificata come un suicidio, nonostante ci siano state, in seguito, alcune persone che sostenevano la presunta accidentalità dell'episodio. Pancake fu sepolto nella città di Milton.

## Opere tradotte in italiano
- Trilobiti, traduzione di Ivan Tassi, ISBN Edizioni, Milano, 2005; traduzione di Cristiana Mennella, minimum fax, Roma, 2016